# سابلایم (معماری)
در بیان تحلیلی فلسفه معماری، والا یا سابلایم (به انگلیسی: Sublime) نوعی ترس است. اما نه ترسی که ایجاد رعب، وحشت و رخوت کند. در واقع نوعی از ترس‌ها، همراه با حسی خوشایند سراغ انسان می‌آیند. و در نهایت احساسی مطبوع و لذت بخش را تداعی می‌کنند. مانند تجربه دیدن فیلمی ترسناک که در آن تجربه ترس و لذت از ترس، همزمان و توامان رخ می‌دهد. این نوع ترس در معماری تحت عنوان سابلایم شناخته می‌شود. برای مثال؛ فرض کنید ساختمان بسیار عظیمی را می‌بینید. شما از عظمت و شکوه ساختمان دچار ترس می‌شوید ولی در کنار همین احساس ترس، از زیبایی معماری همان پروژه لذت توامان می‌برید. در معماری عموماً ساختمان‌هایی که با مقیاس عظیم، غول پیکر، یا اشکال و فرم‌های نامتعارف ساخته می‌شوند، بیانگر ایجاد حس سابلایم هستند، کما اینکه در هنر نقاشی نیز، اصطلاحی معادل با اصطلاح سابلایم موجود است و در عالم نقاشی این گونه ترس، اصطلاحاً با عنوان پیکچرسک تعبیر می‌شود. 
ساده‌ترین مثال برای توصیف اشتراکات میان سابلایم و پیکچرسک، تأثیر تابلوی نقاشی غرق شدن یک کشتی عظیم در دریایی سیاه و خشمگین است. در این اثر هنری باز هم احساس ترس و زیبایی توامان هستند. در مثال دیگر تأثیر طرح تابلوی نقاشی درخت، یا دشتی که در آتش می‌سوزد، نیز حس توامان لذت از اثر هنری و ترس از وقوع حادثه در آن را همزمان برای مخاطب به ارمغان می‌آورد. اما گاهی این حس ترس در انسان نهادینه و ماندگار می‌شود و به وحشت و هراس تبدیل می‌گردد، و در پس زمینه ذهن با حس رعب حک می‌گردد، که در این حال دیگر واژهٔ گروتسک به جای سابلایم به کار می‌آید.